# 峰景酒店
峰景酒店（葡萄牙語：Hotel Bela Vista），原稱竹仔室酒店，是澳門最歷史悠久的酒店，現作為葡萄牙駐港澳總領事之官邸。峰景酒店大樓被評定為具建築藝術價值，被收錄於《澳門文物名錄》內之受保護建築物。

## 沿革
建築物原為別墅，建於1870年。後為英國的克拉克船長的所買，自1890年起改為酒店用途，但保留了部分古炮台。原稱的竹仔室酒店乃指其位置，築於竹仔室炮台原址。建築物曾幾度易手，並改變用途為中學、收容所等。1990至1992年進行改裝工程，成為只有8間客房的五星級酒店。峰景酒店由文華東方集團管理，直至1999年3月29日終告結業。現今，峰景酒店大樓已被用作葡萄牙駐港澳總領事官邸。

## 建築
建築大樓為三層，色調淺黃，為新古典主義建築之風格。